# Бритън Фери
Брѝтън Фѐри (на английски: Briton Ferry; на уелски: Llansawel, Ланса̀уел, изговаря се по-близко до Хланса̀уел) е град в Южен Уелс, графство Нийт Порт Толбът. Градът започва непосредствено до северната част на град Порт Толбът и завършва до южната част на град Нийт. Разположен е около устието на река Нийт в залива Суонзи Бей на Атлантически океан. Разположен е на около 30 km на северозапад от столицата Кардиф. Има жп гара и пристанище. Населението му е 7186 жители според данни от преброяването през 2001 г.